# Зинаида Гипијус
Зинаида Николајевна Гипијус или Хипије (ру. Зинаи́да Никола́евна Ги́ппиус; Бељов, 20. новембар 1869 – 9. септембар 1945) била је руски књижевник, уредник и религијски мислилац. Једна је од водећих личности руског симболизма. Прича о њеном браку са Димитријем Мерешковским је тема њене недовршене књиге Dmitry Merezhkovsky.
Почела је да пише у раној младости, а када је упознала Дмитрија Мерешковског 1888. године, већ је песникиња са објављеним делима. Пар се венчао 1889. Гипијус је објавила своју прву књигу поезије, Збирку песама. 1889–1903, 1903. и њена друга збирка, Збирка песама. Књига 2. 1903-1909, 1910. године. После Револуције 1905. године, Мерешковски су постали критичари царизма; за то време су провели неколико година у иностранству, укључујући путовања ради лечења. Они су осудили Октобарску револуцију 1917. године, сматрајући је културном катастрофом, и 1919. су емигрирали у Пољску.
После живота у Пољској преселили су се у Француску, а затим у Италију, настављајући да објављују и учествују у руским емигрантским круговима, иако је њена оштра књижевна критика стварала непријатеље. Трагедија прогнаног руског писца била а је главна тема у њеном раду у емиграцији, али је такође наставила да истражује мистичне и прикривено сексуалне теме, објављујући кратке приче, драме, романе, поезију и мемоаре. Смрт Мерешковског 1941. била је велики ударац за Гипијуса, која је умрла неколико година касније 1945.

## Биографија
Гипијус је рођена  у Бељову, Тула. Била је најстарија од четири сестре. Њен отац, Николај Романович Гипијус био је угледни адвокат и виши официр у руском Сенату, био је Немац-Рус, чији је предак Адолф фон Гингст, касније фон Хипије, дошао да живи у Москви у 16. веку. Њена мајка, Анастасија Васиљевна (девојачки Степанова), била је ћерка јекатеринбуршког начелника полиције.
Посао Николаја Гипијуса подразумевао је стална путовања, и због тога су његове ћерке добиле мало формалног образовања. Имале су лекције од гувернанта и гостујућих наставника, повремено су похађали школе у ком год граду у коме се десило да је породица боравила дужи временски период (између осталих у Саратову, Тули и Кијеву). У 48. години Николај Гипијус је умро од туберкулозе, а Анастасија Васиљевна, знајући да су све њене девојчице наследиле предиспозицију за болест која га је убила, преселила је породицу на југ, прво у Јалту (где је Зинаида имала лечење) затим 1885. у Тифлис, ближе дому њиховог стрица Александра Степанова.
У то време Зинаида је већ две године студирала у женској школи у Кијеву (1877—1878) и годину дана у Московској Гимназији Фишер. Тек у Боржомију, где јој је њен имућни ујак Александар изнајмио дачу, почела је да се враћа у нормалу после дубоког шока изазваног смрћу вољеног оца.
Она је почела да пише поезију са седам година. У време када је упознала Дмитрија Мерешковског 1888, већ је била објавила своје песме. „До 1880. писала сам стихове, пошто сам био велики верник у 'инспирацију' и сматрао сам да никада не одвајам оловку од папира. Људи око мене су ове песме видели као знак да сам 'размажен', али Никада нисам покушавала да их сакријем и, наравно, нисам била нимало размажена, шта је са својим верским васпитањем“, написала је 1902. године у писму Валерију Брјусову. Лепа девојка, Зинаида је привукла велику пажњу у Боржомију, али Мерешковски, добро образовани интроверт, импресионирао ју је пре свега као савршену сродну душу. Једном када је запросио, прихватила га је без оклевања, и никада није пожалила због тога што је то могла изгледати као исхитрена одлука.
Гипијусова и Мерешковски венчали су се 8. јануара 1889. у Тифлису. Имали су краће пропутовање у склопу меденог месеа, боравили су на Криму, а затим су се вратили у Санкт Петербург и уселили у стан у кући Мурузи, који је мајка Мерешковског изнајмила и опремила за њих као свадбени поклон.
Мерешковски и Гипијусова су склопили пакт, сваки обећавајући да ће се концентрисати на оно што најбоље ради, први на поезију, а други на прозу. Споразум је пропао пошто је Зинаида превела Манфреда лорда Бајрона, а Димитриј је почео да ради на свом дебитантском роману.
1890–91. овај часопис је објавио њене прве приповетке. Гипијусова је своја прозна дела сматрала просечним али се према својој поезији односила другачије, као према нечему крајње интимном, називајући њене стихове „личним молитвама“. Бавећи се мрачнијом страном људске душе и истражујући сексуалну двосмисленост и нарцизам, многе од тих 'молитва' су се у то време сматрале богохулним. Критичари и клеветници су Гипијус називали „демоницом“, „краљицом дуалности“ и „декадентном Мадоном“. Уживајући у генерисаној озлоглашености, искористила је свој андрогени имиџ, носила је мушку одећу и псеудониме, шокирала је своје госте увредама („да гледа њихову реакцију“, како је једном објаснила Надежди Тефи), и деценију је остала руски симбол „сексуалног ослобођења“. “, високо држећи оно што је у једном од својих дневничких записа назвала „крст сензуалности”. Ова становишта су се 1901. трансформисала у идеологију „Нове Цркве“ чији је она била покретач.
У октобру 1903. објавила је Збирку песама. 1889–1903, прву књигу поезије; песник и критичар Инокентије Аненски је касније књигу назвао „квинтесенцијом петнаестогодишњег руског модернизма“. Валериј Брјусов је такође био веома импресиониран делом; хвалио је „несавладиву искреност којом је документовала емоционални напредак своје поробљене душе“. Сама Гипијусова никада није много размишљала о друштвеном значају своје поезије. У предговору дебитантској збирци написала је: „Тужно је схватити да се морало произвести нешто тако бескорисно и бесмислено као што је ова књига. Не да мислим да је поезија бескорисна, напротив, уверена сам да је од суштинског значаја Била су времена када се поезија читала свуда и сви су је ценили.
Почетком 1900-их кућа Мурузи стекла је репутацију једног од нових културних центара руске престонице. Гости су препознали и дивили се ауторитету домаћице и њеном таленту за вођство, чак и ако нико од њих није сматрао да је она посебно срдачна или љубазна.
Године 1899—1901, подстакнута радом групе уметника повезаних са часописом Мир Искуства, са којим је постала блиска, Гипијусова је у њему објављивала критичке есеје користећи мушке псеудониме, од којих је најпознатији Антон Крајни. Анализирајући корене кризе у коју је запала руска култура, Гипијусова је (помало парадоксално, с обзиром на њену „демонску” репутацију) предложила као лек њену „хришћанизацију”, што је у пракси значило зближавање интелигенције и Цркве. Спајање вере и интелекта, према њеном мишљењу, било је пресудно за опстанак Русије; само ће религиозне идеје, мислила је она, донети народу просветљење и ослобођење, и сексуално и духовно.
Године 1901. Гипијусова и Мерешковски су основали Религијске и филозофске састанке. Овај 'скуп за слободну дискусију', фокусирао се на синтезу културе и религије, окупио је еклектичну мешавину интелектуалаца и настао је краткотрајним покушајем да се Русија повуче из великих друштвених преврата ка којима је срљала. Гипијусова је била покретачка снага Митинга, као и часописа Нови пут (1903–04), који је првобитно покренут као средство за прве. У време када је Нови пут престао (због сукоба изазваног одбијањем придошлице Сергеја Булгакова да објави свој есеј о Александру Блоку), Гипијус (као Антон Крајни) је постала истакнути књижевни критичар, доприносећи углавном Весију (Ваге).
Након што су Састанци затворени 1903. године, Гипијус је покушала да оживи своју почетну идеју у облику онога што се сматрало њеном „домаћом Црквом“, заснованом на контроверзном Тројебратству (Братству тројице), који су чинили Мерешковског и Дмитрија Филозофова, њихов заједнички близак пријатељ и, на кратко, њен љубавник. Овај нови развој догађаја разбеснео је многе њихове пријатеље, попут Николаја Берђајева који их је посматрао као бизарну пародију на Тројство, са сопственим скупом квази-религијских ритуала, као профанацију која се граничи са богохуљењем.
Револуција 1905. имала је дубок утицај на Гипијуса. Током следеће деценије, Мережковски су били оштри критичари царизма, радикални револуционари попут Бориса Савинкова сада су били део ускиог круга блиских пријатеља. У фебруару 1906. пар је отишао у Француску да проведе више од две године у, како су видели, самонаметнутом егзилу, покушавајући да упозна западне интелектуалце са својом „новом верском свешћу“. Године 1906. Гипијус је објавио збирку приповедака Гримизни мач (Алый мечч), а 1908. изашла је драма Маков цвет, коаутора Мерешковског и Филозофова.
Разочаран равнодушношћу европских културних елита према њиховим идејама, трио се вратио кући. У Санкт Петербургу се Гипијусово здравље погоршало и наредних шест година је (заједно са супругом, који је имао срчане проблеме) редовно посећивала европска лечилишта и клинике. Током једног таквог путовања 1911. Гипијус је купила јефтин стан у Паризу,. Оно што је тада изгледало као случајна, непотребна куповина, касније их је спасило од тога да постану бескућници у иностранству.
Како су политичке тензије у Русији спласнуле, Сусрети су поново отворени као Верско-филозофско друштво, 1908. Али вође Руске цркве су то игнорисале и убрзо је пројекат увенуо у само књижевни круг. Бурна дискусија о манифесту Вехи довела је до сукоба између Мерешковских и Филозофова с једне стране и Василија Розанова с друге; Розанов је прекинуо везе са својим старим пријатељима.
До времена њене Збирке песама. Књига 2. 1903-1909 изашла 1910. године, она је постала позната (иако не толико позната као њен муж) европски писац и превођена је на немачки и француски. Године 1912. изашла је њена књига кратких прича Месечеви мрави (Лунные муравьи), као најбоље прозно дело које је написала годинама. Два романа, Демонске лутке (Чортовы куклы, 1911) и Роман-Царевич (1912), требало је да буду прва и трећа књига трилогије Јеромонах Илиодор, која је остала недовршена. Књижевна левица их је оценила као наводно 'антиреволуционарне', а мејнстрим критичари су сматрали да су ове књиге бледе, формулаичне и тенденциозне.
По избијању Првог светског рата, Мерешковски су се изјаснили против уплитања Русије. Ипак, Гипијусова је покренула сопствену кампању подршке војницима, написала је низ  писама прослеђених на фронту, од којих свако комбинује стилизоване народне поетске поруке са малим пакетићима дувана. Неки су то одбацили као претенциозну и бесмислену, други су поздравили оно што су видели као њену реакцију на џингоистичку хистерију тог времена.
Мережковски су поздравили фебруарску револуцију 1917. и осудили Октобарску револуцију, окривљујући Александра Керенског и његову Привремену владу за катастрофу.
Гипијусова је Октобарску револуцију видео као крај Русије и долазак Антихриста.
После пораза Александра Колчака у Сибиру и Антона Дењикина у Јужној Русији, Мерешковски су се преселили у Петроград . Крајем 1919. године, пар је позван да се придружи групи 'црвених професора' на Криму, што су одбили. Добивши дозволу да напусте град (под изговором да ће кренути на фронт, са предавањима о Древном Египту за борце Црвене армије), Мережковски и Гипијус, као и њен секретар Владимир Злобин и Дмитриј Философов, возом су кренули у Пољску.
Њихово прво одредиште био је Минск где су одржали серију предавања за руске имигранте и објавили политичке памфлете у Минском Куриру. Током вишемесечног боравка у Варшави Гипијусова је уређивала лист Свобода. Разочарани политиком Јозефа Пилсудског, Мерешковски и Злобин су 20. октобра отишли у Француску без Философова, који је одлучио да остане у граду са Борисом Савинковом.
У Паризу се концентрисала на заказивање састанака, сређивање поште, преговарање о уговорима и пријем гостију. Разговори Мерешковског, како се сећа Нина Берберова, увек су се вртели око две главне теме: Русије и слободе. Подржавајући Мережковског у његовом антибољшевичком крсташком рату, била је дубоко песимистична у погледу онога што је њен муж назвао својом 'мисијом'. „Наше ропство је толико нечувено и наше спознаје су толико необичне да је слободном човеку тешко да разуме о чему говоримо“, сматрала је.
Трагедија прогнане руске списатељице постала је главна тема њеног рада у емиграцији, али је такође наставила да истражује мистичне и прикривено сексуалне теме. Остала је оштар књижевни критичар и, отпуштајући многе познате писце из табора симболиста и акмеиста, постала је непопуларна личност у Француској.
Почетком 1920-их неколико Гипијусових ранијих дела поново је издато на Западу. Гипијусова је била покретач друштва Зелена лампа (Зеленаа лампа), названог по групи из 19. века повезана са Александром Пушкином. То друштво је чинило једини културни центар где су се руски писци емигранти и филозофи (пажљиво бирани за сваки састанак и лично позивани) могли састати и разговарати о политичким и културним темама.
Године 1928. Мерешковски су учествовали на Првом конгресу руских писаца у егзилу одржаном у Београду. Охрабрени успехом серије предавања о Да Винчију Мережковског и доброхотношћу Бенита Мусолинија, пар се 1933. преселио у Италију где су остали око три године, посећујући Париз само повремено. Са социјалистичким покретом који се тамо дигао и антируским емиграцијским осећањима подстакнутим убиством председника Пола Думера 1932. године, Француска је била непријатељско место за њих. Живот у егзилу им је био веома тежак психолошки. Како је то рекао један биограф, „њена метафизички грандиозна личност, са својом духовном и интелектуалном преоптерећеношћу, није била на месту у ономе што је она сама видела као „бездушно прагматични” период европске историје”.

#### Последње године
Пошто је избијање Другог светског рата у Европи учинило књижевност практично ирелевантном, она је, упркос свим околностима, саставила и објавио Literature Tornado,, амбициозни књижевни пројекат постављен да обезбеди сигурно уточиште за писце које су издавачи одбацили из идеолошких разлога. Оно што је у другим временима могло бити поздрављено као снажан чин подршке слободи говора, 1939. је прошло незапажено. Мерешковски и Гипијусова су провели последњу годину заједно у друштвеном вакуму. Без обзира на то да ли је текст наводно прохитлеровског „Радио говора” Мерешковског натао 1944. заиста био фабрикована монтажа (како је тврдио његов биограф Зобнин), није било сумње да је пар, пошто је постао превише близак (и финансијски зависан од) Немцима у Паризу, изгубио поштовање и кредибилитет у кругу својих народника, од којих су многи изражавали директну мржњу према њима.
Смрт Мерешковског 1941. била је тежак ударац за књижевницу. После смрти Дмитрија Филозофова и њене сестре Ане (1940. и 1942. године) нашла се сама на свету и, како неки извори сугеришу, размишљала је о самоубиству. Међутим, са својим секретаром Владимиром Злобином, Гипијусова је прибегла да напише оно за шта се надала да ће једног дана постати део опсежне животне приче њеног покојног мужа.
Умрла је 9. септембра 1945. Њене последње писане речи биле су: „Мала је моја цена... И мудар је Бог“. Са супругом је сахрањена на руском гробљу у околини Париза. Церемонији је присуствовала мања група људи, међу њима и Иван Буњин.

## Наслеђе
Савремени писци сматрају да су два најочигледнија утицаја на њен рад Семјон Надсон и Фридрих Ниче. Објављивање симболистичког манифеста Дмитрија Мерешковског показало се као прекретница: Зинаида Гипијус је за кратко време постала главна личност руског модернизма. Њена рана симболистичка проза носила је снажан утицај Достојевског, док је за један од њених каснијих романа, Роман Царевич (1912), речено да је поново под утицајем Ничеа.
Наводи се да постоје паралеле између њеме прозе са почетка 20. века и дела Смисао љубави Владимира Соловјова, при чему оба аутора испитују „потрагу за љубављу“ као средство за самоиспуњење људске душе.
„Песникиња Гипијус заузима своје посебно место у руској књижевности; њене песме су дубоко интелектуалне, беспрекорне форме и истински узбудљиве. Критичари су хвалили њену оригиналност и техничку виртуозност, тврдећи да је „права наследница музе Јевгенија Баратинског .
Она је писала о својим унутрашњим сукобима, пуних „демонских искушења“ (неизбежна за песника чија је мисија била „стварање нове, праве душе“, како је она рекла), коментарисао са необичном искреношћу.
Њен најхваљенији н комад, Зелени прстен (1916 је футуристички по заплету, ако не и по форми. Продуцирао га је Всеволод Мејерхолд за Александринско позориште. Антон Крајни, њен алтер его, био је веома цењен књижевни критичар чији текстова су се писци по мало плашили. чији су чланци редовно излазили у Новим Путу, Весима и Русској мисли. Њена критичка анализа је према неким ауторима, била проницљива али повремено преоштра и ретко објективна.
Двадесетог новембра 2019. Гугл је прославио свој 150. рођендан приказивањем Google Doodle.

## Одабрана дела

### Поезија
- Collection of Poems. 1889–1903 (Собрание стихов. 1889–1903)
- Collection of Poems. Book 2. 1903-1909 (Собрание стихов. Книга 2, 1910)
- The Last Poems (1914–1918)
- Poems. 1911–1912 Diary (1922, Берлин).
- Poems. 1911–1920 Diaries (1922)
- The Shining Ones (1938, збирка поезије)

### Проза
- New People (1896, кратке приче)
- Mirrors (1898, кратке приче)
- The Third Book of кратке приче (1902)
- Scarlet Sword (1906, кратке приче)
- Black on White (1908, кратке приче)
- Moon Ants (1912, кратке приче)
- The Devil's Doll (1911, novel)
- Roman-Tzarevich (1912, novel)
- Words from the Heavens (1921, Париз, кратке приче)

### Драма
- Sacred Blood (1900, драмски комад)
- Poppie Blossom (1908, драмски комад)
- The Green Ring (1916, драмски комад)

### Друга дела
The Living Faces (1925, мемоари)